# 鳥喙三
HD 224361，又名CP-63 4940，SAO 255606、HR 9060，是一颗位於杜鵑座的恒星，视星等为5.97，位于銀經313.13，銀緯-53.09，其B1900.0坐标为赤經23h 52m 5.1s，赤緯-63° -53.09′ 50″。